# Tetanocera mesopora
Tetanocera mesopora is een vliegensoort uit de familie van de slakkendoders (Sciomyzidae). De wetenschappelijke naam van de soort is voor het eerst geldig gepubliceerd in 1959 door Steyskal.